# Thủ đô Wales
Thủ đô hiện tại của Wales là Cardiff. Trong lịch sử, Wales từng không có một thủ đô rõ ràng. Năm 1955, Bộ trưởng Đặc trách về Xứ Wales Gwilym Lloyd-George đã tuyên bố một cách không chính thức rằng Cardiff là thủ đô của Wales. Từ đó, Cardiff trở thành nơi đặt các văn phòng chính phủ của nước này.
Một số địa danh khác cũng thường được đề cập đến mỗi khi nhắc đến "thủ đô của Wales":
- Strata Florida, tu viện dòng Kitô, nơi Llywelyn Đại đế lập hội đồng cai quản vào năm 1238.
- Machynlleth, nơi Owain Glyndŵr lập ra Quốc hội vào năm 1404.
- Ludlow (xứ Anh), nơi tọa lạc của Hội đồng cai quản Wales và Marches từ 1473 đến 1689.
- The Royal Town of Caernarfon, nơi Hoàng tử xứ Wales được làm lễ phong chức truyền ngôi (thái tử) vào năm 1969.
- St. Davids, thủ đô của Giáo hội và là nơi sinh của Thánh David, Thánh Bảo hộ xứ Wales.